# Neuberg an der Mürz
Neuberg an der Mürz é um município da Áustria, situado no distrito de Bruck-Mürzzuschlag, no estado da Estíria. Tem 274,6 km² de área e sua população em 2019 foi estimada em 2.448 habitantes.